# Ouessa (département)
Pour le village chef-lieu, voir Ouessa.
Ouessa est un département et une commune rurale du Burkina Faso, situé dans la province de l'Ioba et la région du Djôrô. En 2012, le département comptait 10 242 habitants.

## Géographie

### Situation géographique
Située dans la région du Djôrô, la commune rurale d'Ouessa fait partie de la province de l'Ioba. Elle est située à 57 km de Dano (chef-lieu de la province) à l’extrême sud de la province. Elle couvre une superficie de 192,79 km2 sur un total de 3 260,95 km2 pour la province, soit 5,91 % et elle est limitée : 
- à l’ouest et au nord par le département et la commune rurale de Boura ;
- à l’est par le département et la commune rurale de Niégo ;
- au sud par la république du Ghana (6 km) ;

### Relief
Le relief au niveau de la commune est caractérisé par une succession de plaines et de bas-fonds. Il existe par endroits des plateaux atteignant des altitudes de 600 m. Cet aspect contrasté du relief favorise l’érosion hydrique des terres cultivables. 

### Climat
Le régime climatique de la commune d'Ouessa est de type Sud soudanien. Le FIT (front inter-tropical) représente le contact entre l’air sec continental de direction nord-est et l’air maritime humide de direction sud-ouest. Les précipitations qui déterminent le découpage de l’année en saison sont conditionnées par l’oscillation annuelle du FIT. Le climat est donc caractérisé par l’alternance de deux types de saisons bien marquées :
- une saison sèche qui s’étale de mi-novembre à mi-mai. Elle correspond au retour du FIT vers le Sud. La saison se subdivise en deux grandes périodes :
  - de mi-novembre à fin février, la période est relativement fraiche et sèche ; c’est pendant cette période que les vents frais et secs de direction nord-est et sud-ouest dominent largement ; ce sont les alizés continentaux chauds ou l’harmattan ;
  - de mars à mi-mai : c’est la période la plus chaude de l’année ;
- une saison pluvieuse allant de mi-mai à novembre. Elle correspond au passage du FIT à la latitude d'Ouessa. Les précipitations moyennes sont de l’ordre de 1 049,75 mm

### Sols
Les processus de pédogenèse dominants dans la zone sont de types ferrugineux. Ces processus y ont mis en place des sols majoritairement ferrugineux tropicaux peu lessivés et lessivés, et des sols peu évolués. L’horizon pédologique est donc dominé par les sols suivants : 
- les sols ferrugineux peu évolués sur matériaux gravillonnaires appelés « Wotcho » en langue locale. Ces sols ont un horizon de couleur brun jaunâtre foncé à brun jaunâtre. Ils représentent 60 % des sols de la commune. La texture limoneux argilo-sableux contient des graviers ferrugineux. Le taux élevé de graviers, la faible teneur en eau et en éléments chimiques constituent un handicap à une exploitation à des fins agricoles. Le potentiel de fertilité de ces sols est faible et ils sont sensibles à l’érosion à cause de leur faible profondeur.
- les sols sableux ou « Zibiré »en langue locale sont aptes à la culture du sorgho, vouandzou et arachide. Ils occupent environ 10 % des espaces cultivés de la commune.
- les sols argileux ou sablo-argileux, appelés en langue locale « Zibatow » se prêtent aux cultures comme le maïs et sont également favorables à la culture du riz, aux activités sylvicoles notamment les arbres fruitiers et au maraîchage.
- les sols vertiques ou « Zibambiné » en langue locale: ces sols se caractérisent par un humus à forte activité biologique. Ils sont profonds avec une texture limono-argileuse. L’argile qui les constitue est de type montmorillonite. La proportion d’argile qui les compose est élevée (>30 %). Ces sols de moindre superficie localisés dans les dépressions, ont résulté du processus de pédogenèse. Ces sols sont chimiquement les plus riches et représentent 20 % des sols. Mais leur mise en valeur est entravée par leur texture lourde. Leur exploitation nécessite l’utilisation de moyens mécaniques. Ils présentent une bonne valeur agronomique pour la culture du maïs, du sorgho, de l’igname.
- les sols hydromorphes ou « bâatinsô » en langue locale. Ces sols, de couleur gris à gris clair, sont profonds (>120 cm) occupent 10 % des sols de la commune. Leur texture est fine, argilo-limoneuse à argileuse. Le taux de concrétion ferro-maganique est faible. Ces sols se caractérisent par une forte teneur en argile. Ils ont une capacité de rétention en eau très élevée faisant d’eux des sols lourds. Ils sont beaucoup plus favorables à la riziculture pluviale ou irriguée. Il en est de même pour les cultures maraîchères et les patates douces en fin de saison pluvieuse.

### Hydrographie
Le réseau hydrographique de la commune est peu dense et constitué principalement du fleuve Mouhoun et de nombreux autres cours d’eau secondaires dont le plus important reste le Kabarvaro. L’ensemble de ces cours d’eau secondaires dans leur course se jette dans le Mouhoun et est de régime saisonnier excepté le Mouhoun qui ne sèche pas totalement mais l’eau se retire jusqu’au lit mineur par endroits à partir du mois de mars.
Ils sont exploités pour l’abreuvement des animaux, les cultures maraîchères et les activités sylvicoles. En termes de ressource en eau, les producteurs sont unanimes que la principale contrainte de l’agriculture reste l’absence d’ouvrages de maîtrise d’eau, ce qui handicape énormément le secteur agro-sylvo-pastoral.
Pour pallier cette déficience, le gouvernement du Burkina Faso envisage la construction d'un barrage sur le fleuve Mouhoun à quelque trois kilomètres de la ville d'Ouessa. Ce barrage aura une hauteur de 20 m, une longueur totale de 2 185 m et une capacité d’environ quatre milliards de m3 avec un déversoir en béton de 22 m. Une fois le barrage réalisé, le fleuve Mouhoun sera navigable sur plus de 100 km en amont.
Une centrale hydroélectrique sera construite et pourra générer près de 61 millions de kWh d’électricité en six heures et demie par jour à partir d’une puissance installée de 21 MW à l’aide de deux turbines à axe vertical avec pour conséquence la réduction de la facture énergétique du pays.
Outre le renforcement des capacités de production d’hydroélectricité, la construction du barrage d'Ouessa permettra d’accroître la production hydro-agricole, pastorale et piscicole, sans oublier la régulation du barrage en amont et du cours d’eau en aval ainsi que le développement du tourisme.

### Végétation
La végétation de la commune est du type savane arborée en général avec un tapis herbacé peu dense. Les espèces dominantes sont Vitellaria paradoxa, Parkia biglobosa, Lannea microcarpa, Andasonia digitata, Tamarindus indica, Faidherbia albia, etc. 
Les espèces qui caractérisent la strate herbacée sont essentiellement : Andropogon gayanus, Pennisetum pedicellatum, Cenchrus biflorus, etc. On y rencontre également des forêts galeries le long des cours d’eau. Les espèces dominantes sont : Berlina grandiflora, Syzygium guineense, Carapa procera, Pentadesma butyracea, Adina microcephala, Mitragyna inermis, etc. 
La commune d'Ouessa dispose d’une forêt villageoise d’une superficie d’environ 49 ha. Cette forêt, située à Dianlé à 6 km au nord de Ouessa, fait l’objet d’une gestion bipartite entre la population locale et le service forestier. Elle dispose également de pépinières (privées) appartenant à des particuliers.
Le couvert végétal dans l’ensemble est constamment menacé par l’exploitation intensive pour le bois d’œuvre et l’exploitation à titre de pâturage. Face à cette situation, les actions à entreprendre devraient donc être orientées vers une sensibilisation des populations sur la gestion rationnelle des ressources forestières et la restauration du couvert végétal. 
Des tentatives de reboisements collectifs ont été menées mais sans succès. Face à l’échec des reboisements communautaires, la commune envisage l’expérimentation d’autres approches telles que le reboisement individuel, les opérations « plantons utile » et le reboisement par contrat avec l'institution du Grand prix du planteur.

### Ressources fauniques et aquatiques
La faune de la commune est relativement dense. Les plus importants sont les espèces aviaires (francolins, pintades sauvages, etc.), les rongeurs comme les lièvres, les écureuils, les rats, etc., on rencontre également les singes, biches (par ailleurs, des espèces telles que les éléphants et les hypotragues, n’existent pas sur le territoire de la commune mais transitent de manière saisonnière par elle pour d’autres localités.
La faune aquatique est composée de  silures, tilapias, carpes, anguilles, sardines et silures à épine dorsale.

### Occupation de l’espace
L’espace communal d'Ouessa se caractérise par une coexistence de zones d’habitations et de champs de cases évoluant de plus en plus en champs de coton avec la pression foncière. Les champs de brousse d’où sort l’essentiel de la production agricole sont situés à plus de 2 km des zones d’habitations et hors de la commune.

### Villages
Administrativement, la commune rurale d'Ouessa est composée de 7 villages. Le chef-lieu de la commune est loti depuis l’an 2000 et la plupart des villages sont situés à un rayon de 3 à 16 km.
Le département comprend un village chef-lieu (populations issues du RGPH 2006, actualisées en 2012 pour les élections municipales) :
- Ouessa (2 099 habitants) et six autres villages :

- Békotenga (895 habitants),
- Dianlé (1 474 habitants),
- Hamélé (3 720 habitants),
- Kierrim (283 habitants),
- Kolinka (762 habitants),
- Langlé (1 009 habitants).

### Transport terrestre
L’espace communal d'Ouessa est traversé par la route nationale no 20 reliant Djikologo à Ouessa en passant par Dissin et la route régionale no 11 reliant Kolinka à Niégo.
Les villages sont desservis par des pistes rurales carrossables qui pour l’ensemble sont en très mauvais état. Cette situation rend difficile l’accessibilité des villages surtout en saison des pluies car elles traversent des bas-fonds qui ne sont pas le plus souvent munis d’ouvrages de franchissement.

## Situation démographique

### Effectifs de la population
La population de la commune de Ouessa, estimée à 10 502 habitants en 1985 est passée à 10 189 en 1996. Selon les résultats définitifs du recensement général de la population et de l'habitation (RGPH) de 2006, la commune avait une population totale de 10 242 habitants. Cette population représenterait 5 % de la population totale de la province du Ioba qui a été estimée à 197 186 habitants.
On observe que de 1985 à 2006, la population de la commune a connu une légère baisse. Cette situation pourrait s’expliquer en partie par l’importance de la migration entre cette localité frontalière avec le Ghana.
Le taux de croissance intercensitaire (1996-2006) qui était de 0,05 % et est inférieur aux moyennes nationale (2,4 %) et régionale (0,81 %).
Appliquée à ce taux de croissance de 0,05 %, la population résidente de la commune pourrait atteindre 10 279 habitants en 2013 (année de réalisation du PCD) et 10 301 habitants en 2017 (année de fin d’exécution du plan).
La densité moyenne est passée de 55 hab./km2 en 1985 à 53 hab./km2 en 1996. Cette densité qui est restée constante depuis lors est légèrement au-dessus de la moyenne nationale qui était de 51 hab./km2 pour la même période. 
Malgré cette lente évolution de la densité de population, la commune  connait cependant une pression foncière et sur les ressources naturelles, de l’avis des populations.
| Années | Nombre d’habitants | Densité (hab./km2) |
| ------ | ------------------ | ------------------ |
| 1985   | 10 502             | 55                 |
| 1996   | 10 189             | 53                 |
| 2006   | 10 242             | 53                 |
| 2013*  | 10 279             | 53                 |

### Répartition de la population par village
La population communale est inégalement répartie dans l’espace territorial de la commune comme le montre le tableau suivant. Le village de Hamélé, situé à la frontière avec le Ghana, concentre 36 % de la population contre 20 % pour Ouessa, chef-lieu de la commune. 
Il ressort également des entretiens que les effectifs de population sur le terrain ont connu une importante évolution par rapport aux chiffres donnés par les sources officielles.
| Village            | 2006   | 2013*  | 2014*  | 2015*  | 2016*  | 2017*  |
| ------------------ | ------ | ------ | ------ | ------ | ------ | ------ |
| Békotenga          | 895    | 898    | 899    | 899    | 900    | 900    |
| Dianlé             | 1 474  | 1 479  | 1 480  | 1 481  | 1 482  | 1 482  |
| Hamélé             | 3 720  | 3 734  | 3 735  | 3 737  | 3 739  | 3 741  |
| Kierrim            | 283    | 284    | 284    | 284    | 284    | 285    |
| Kolinka            | 762    | 765    | 765    | 766    | 766    | 766    |
| Langlé             | 1 009  | 1 013  | 1 013  | 1 014  | 1 014  | 1 015  |
| Ouessa (chef-lieu) | 2 099  | 2 107  | 2 108  | 2 109  | 2 110  | 2 111  |
| Total              | 10 242 | 10 279 | 10 285 | 10 290 | 10 295 | 10 301 |

### Répartition par âge et sexe
Selon le Recensement Général de la Population et de l’Habitation de 2006, la commune de Ouessa comptait 10 242 habitants, soit 5 125 hommes (50,04 %) et 5 117 femmes (49,96 %). On remarque une proportion légèrement dominante des hommes par rapport à celui des femmes. 
| Nombre de ménages | Hommes | Femmes | Total  | 0-14 ans | 15-64 ans | 65 ans ou + | Age N.D. | Total  |
| ----------------- | ------ | ------ | ------ | -------- | --------- | ----------- | -------- | ------ |
| 1 924             | 5 125  | 5 117  | 10 242 | 4 441    | 5 403     | 370         | 28       | 10 242 |
| Pourcentage       | 50,04  | 49,96  | 100    | 43,36    | 52,75     | 3,61        | 0,27     | 100    |

Les enfants de moins de 15 ans représentent une proportion importante (43,36 %) et les personnes de plus de 65 ans représentent 3,61 %, ce qui crée une charge importante pour les actifs qui représentent 52,75 %.

### Répartition de la population selon la langue parlée
Les groupes ethniques en présence dans l’ensemble de la commune sont essentiellement les Dagara estimés à 80 % de la population, les Sissala (10 %), les Mossi (5 %) et les autres allochtones estimés à 5 % (des Dioula, des Dafing, des Waala, des Peulh et bien d’autres communautés étrangères composées de Nigérians, Sénégalais, Mauritaniens, Maliens). Il faut noter l’existence d’une population cosmopolite particulièrement dans le village de Hamélé, compte tenu de sa proximité avec la frontière ghanéenne. La figure suivante illustre la composition ethnique de la population.

### Répartition de la population selon la religion
Quatre religions coexistent dans la commune. Le catholicisme, l’islam, l’animisme et le protestantisme. Le catholicisme est la religion la plus pratiquée.

## Organisation sociopolitique

### Organisation sociale et ethnique
L'organisation sociale dans la commune de Ouessa, à l'instar des sociétés de la région du Djôrô repose sur un système lignager voire « clanique », qui constitue la base des liens de parenté. L'unité de référence est la grande famille, composée des parents issus d'un même ancêtre fondateur du lignage patrilinéaire. Les descendants de la lignée portent le même patronyme et habitent généralement regroupés dans un même quartier. La communauté familiale est placée sous l'autorité d'un aîné et à l'intérieur d'une même famille l’organisation se fonde sur les principes d'aînesse, qui impliquent des rapports d'autorité et de subordination. Le conseil de clan veille à la destinée de ses membres. 
Compte tenu du caractère cosmopolite de la commune, on y rencontre une multitude de patronymes :
- pour les Dagara, on a essentiellement : Somé, Somda, Dabiré, Méda, Poda, Hien, Kambiré ;
- pour les Sissala, ce sont : Nadia, Nadié, Wavé, Navé, Kalaoulé, Gnanbana ;
- pour les allochtones, on a Ouédraogo, Sanfo, Sana, Kologho, Konkobo, Zongo, Sawadogo, Zoungrana, Nougtara, Kiemtoré, Kaboré, Kabré, Yaméogo, Ganéma, Dao, Siénou, Konaté, Teguera, Diallo, Barry, Soulibé, Bazongo, Bazié, Bado…

Au sein de l’ethnie Dagara, le clan reste un facteur important d’identification. À cet effet, on rencontre les clans suivants dans la commune : les Bekouonè, Berwouolè, Birfouolè, Dikpièlè, Ganè, Gbaanè, Kpangnanè, Kpièlè, Kussèblè, Kussiélé, Mètuolè, Nayiilé, Puyiilè et Yipaalè.
Les villages de la commune entretiennent actuellement des relations coutumières avec des villages sur le territoire du Ghana. Cela se traduit par le fait que certaines familles du Ghana cultivent sur le territoire de la commune et vice-versa.

### Organisation sociopolitique traditionnelle

#### L’organisation coutumière
Il n'existe pas un pouvoir fortement hiérarchisé et historiquement établi comme dans le plateau mossi. C'est ce qui fait dire que le système social dans le Djôrô est acéphale, dans la mesure où la chefferie de village est une institution introduite par le colonisateur. Le clan demeure la cellule de base de la société Dagara et la famille, celle des autres communautés.
À Ouessa centre, la gestion de la terre ou « Tengan » est présidée par le chef de terre. Il est assisté par le « Souosob » ou sacrificateur. Il en est de même dans tous les villages dagara. Par ailleurs, dans les autres villages, la chefferie de terre revient au clan le plus anciennement installé sur le terroir.

#### La chefferie traditionnelle et la gestion de la cité
La chefferie traditionnelle participe à la gestion de la commune en tant qu’organe consultatif. Sa bénédiction est parfois sollicitée pour la tenue de certains travaux et cérémonies. La résolution de certaines circonstances malheureuses (morsure de serpent, mort par pendaison, accident, meurtre...) implique la participation de la chefferie traditionnelle car le Dagara, fortement lié à sa culture, donne une signification à de tels actes qui exigent des sacrifices expiatoires. De même, elle est sollicitée pour une nouvelle construction de maison et pour les sacrifices qui en dérivent. Aussi, est-elle impliquée par la commune en tant qu’acteur à l’élaboration des outils de gestion de la cité et un représentant de la chefferie traditionnelle participe à cet effet activement dans la commission ad’hoc de suivi de l’élaboration du présent PCD. Par ailleurs, la gestion du foncier rural étant une problématique très importante pour le développement local, elle exige une forte implication de la chefferie traditionnelle.

### Système foncier

#### Le régime foncier communal
Sur le plan coutumier, la gestion des terres est sous la responsabilité du chef de terre. Toutefois, chaque chef de lignage dispose d’un domaine foncier qu’il gère de façon autonome avec les différents membres qui le constituent. De ce fait, les autochtones héritent des terres appartenant à leur lignage. 
Quant aux allochtones, tout demandeur de lopin de terre s'adresse au chef de terre pour en obtenir, à charge pour lui de respecter les consignes en matière d’interdits. Toutefois, des poulets et des cauris sont donnés pour conjurer les mauvais esprits pour une installation et des travaux champêtres paisibles et fructueux. Ils sont astreints à l’usufruit strict car ils ne peuvent pas procéder à une aliénation foncière. 
Il faut noter également que des prêts ou emprunts de terres sont possibles au bénéfice des alliés de la famille, des amis ou connaissances.
Le statut coutumier des terres est attribué à des puissances surnaturelles, considérées comme étant les fondements de leur création et de leur régénération naturelle. La terre, au regard de son caractère sacré, ne peut être l’objet de spéculation. 
Dans la réalité, on constate des cas d’aliénation foncière. Ce non-respect des coutumes exacerbe les conflits fonciers et une insécurité foncière. Il est impératif d’initier des campagnes de sensibilisation de tous les acteurs intervenant dans la gestion du foncier pour une grande prudence dans l’octroi des terres. 
La femme peut accéder à la terre par don ou par emprunt par l’intermédiaire de son mari. Dans les deux cas de figure, elle ne possède que le droit d’usage et se trouve être en permanente insécurité foncière.
Le droit foncier traditionnel cohabite avec le droit moderne. Selon ce dernier, la terre s’acquiert par l’attribution ou l’achat d’une parcelle en zone lotie.
Notons que le chef-lieu de la commune est loti depuis 2000 et les parcelles ont été attribuées. Un projet de lotissement est également envisagé dans le présent PCD. Le premier lotissement a permis une bonne organisation de l’espace urbain devant faciliter sa gestion par les autorités communales.

#### Gestion des conflits liés à la terre
La terre concédée en jouissance peut en principe être retirée à tout moment. Les conflits liés à la terre surviennent lorsque l’emprunteur (ou celui à qui la terre a été octroyée), veut disposer non d’un droit d’exploitation (ou d’usage) mais plutôt d’un droit de propriété. Des  conflits dus au non-respect des limites des champs et ceux entre agriculteurs et éleveurs ont été révélés. Leur résolution se fait au niveau local, à l’amiable entre les parties ou auprès des autorités coutumières. En cas d’échec, le problème est porté devant les autorités administratives compétentes (préfecture, mairie, brigade de gendarmerie ou au commissariat de police). 

### Égalité sociale

#### Rôle et place de la femme dans la société
Sur le plan socio-économique, les femmes continuent de subir le poids des travaux ménagers, champêtres et autres occupations quotidiennes et sont rarement représentées dans le conseil de clan ou de famille. La femme dagara participe activement aux travaux de semis et à la récolte tandis que dans les autres groupes ethniques (Mossi, Sissala, etc.), la femme est présente à  toutes les activités agricoles. Elles génèrent parfois des revenus supplémentaires grâce aux activités commerciales, aux fins d’entretien de la famille. Ce rôle moteur lui confère une certaine considération, unanimement acceptée dans la société. Une certaine reconnaissance est accordée à la femme dagara en tant que mère car son patronyme est ajouté au prénom de l’enfant. 
Les femmes sont organisées en groupements socioprofessionnels évoluant le plus souvent dans le domaine agricole (céréales et oléagineux) et l’élevage (embouche porcine, volaille), la vente et/ou la transformation des produits de la cueillette. Ces associations connaissent des difficultés de fonctionnement du fait de l’analphabétisme de leurs membres et de la méconnaissance des techniques de gestion organisationnelle. Une restructuration leur permettra d’avoir des associations et des coopératives de production et/ou de commercialisation plus fortes : la situation géographique de la commune est un atout pour l’écoulement de la production. L’agriculture, le petit commerce et l’élevage sont par ordre d’importance les activités les activités économiques des femmes. 
Sur le plan politique et de la participation citoyenne, les femmes sont très faiblement représentées dans le conseil municipal actuel (une seule femme). Il leur faut davantage de dynamisme pour  améliorer cette représentation  et mieux exprimer leurs préoccupations dans cette instance communale. Ce combat passe aussi par une réduction de l’analphabétisme et un développement des AGR.
Des actions pour lever ces contraintes permettront sans doute d’améliorer les conditions de vie des femmes et de mieux les outiller pour leur pleine participation au développement de la commune.

#### Rôle et place des jeunes dans la société
Créée en 1992, l’association des jeunes d'Ouessa (AJO) s’illustre dans la lutte contre le trafic d'enfants, la drogue, le sida, et la désertification. Elle intervient également dans l’assainissement autour des points d’eau et les activités culturelles. L’AJO a bénéficié de l’appui de l’ONG SOS Sahel et la mairie de Ouessa. Cette association a relevé les difficultés auxquelles sont confrontées les jeunes de la commune, à savoir :
- l’insuffisance d’infrastructures culturelles, de loisirs et de sport ;
- le chômage lié non seulement à l’insuffisance de connaissances en entrepreneuriat, en planification, en gestion des organisations ;
- l’analphabétisme ;
- l’insuffisance de la formation technique ;
- l’insuffisance d’eau de production.

#### Rôle et place des handicapés dans la société
Il n’y a pas de structure spécifique des handicapés dans la commune de Ouessa. Ces personnes exercent des activités diverses comme  l’élevage, le tissage, la mécanique, la menuiserie et le commerce. La nécessité de mettre en place une association des personnes handicapées est reconnue.

#### La situation de la petite enfance
En outre, le trafic des enfants est un phénomène qui prend de plus en plus de l’ampleur à cause de l’insuffisance des activités de saison sèche, la pauvreté et l’ignorance des parents, l’insuffisance de concertation entre les deux communautés (burkinabè et ghanéenne). Des victimes de ce trafic ont été interceptées sur les destinations comme le Ghana, la Côte d'Ivoire, Ouagadougou et Bobo-Dioulasso. 
Des entretiens avec les différents acteurs, il a été proposé :
- d’initier des activités génératrices de revenus telles que le commerce et d’intensifier la production maraîchère, l’élevage ;
- développer le système de bourse d’étude à l’endroit des élèves ;
- développer la concertation transfrontalière ;
- renforcer la surveillance et le contrôle en impliquant les chauffeurs.